# Анаксидам
Анаксида́м (др.-греч. Ἀναξίδᾱμος) — царь Спарты, 11-й в династии Еврипонтидов.
Анаксидам был сыном Завксидама и современником Анаксандра из рода Агидов. При Анаксидаме мессеняне должны были покинуть Пелопоннес, вторично потерпев поражение в войне со спартанцами. Жил до окончания Второй Мессенской войны (668 год до н. э.).